# Ивинский, Дмитрий Павлович
Дми́трий Па́влович Ивинский (род. 29 января 1966, Вильнюс, Литовская ССР) — российский литературовед, историк русской литературы. Доктор филологических наук, профессор. Один из авторов «Большой Российской энциклопедии».

## Биография
Родился в 1966 году в Вильнюсе.
В 1987 году окончил филологический факультет МГУ им. М. В. Ломоносова. В 1990 году защитил кандидатскую диссертацию «А. С. Пушкин и П. А. Вяземский: история личных и творческих контактов».
В 2000 году в МГУ защитил диссертацию на соискание учёной степени доктора филологических наук по теме «Пушкин и Мицкевич: история литературных отношений». Специальность — 10.01.01 «Русская литература».
Профессор кафедры кафедры истории русской литературы филологического факультета МГУ.
Автор монографий и статей о русской литературе XIX века, в том числе о творчестве П. А. Вяземского, Н. В. Гоголя, А. С. Грибоедова, А. С. Пушкина, Ф. И. Тютчева.
Читает курсы лекций «Введение в изучение истории русской литературы XI—XIX вв.», «Русская литература XI—XVIII вв.», «Русская литература XVIII в.», «Русская литература XIX в. (первая треть)», курс по выбору «Русский литературный быт конца XVII — начала XIX в.», межфакультетский курс «Династия Романовых и русская литература», спецкурсы «Пушкин: Жизнь и творчество», «П. А. Вяземский и русская литература», ведет специальный семинар «А. С. Пушкин. Жизнь и творчество».

## Научные труды

### Диссертации
- Ивинский, Дмитрий Павлович. Пушкин и Мицкевич: История литературных отношений Архивная копия от 26 апреля 2012 на Wayback Machine: диссертация … доктора филологических наук: 10.01.01 / Моск. гос. ун-т им. М. В. Ломоносова. Филол. фак.— М., 2000. — 535 с.

### Монографии
- Ивинский Д. П. Александр Пушкин и Адам Мицкевич в кругу русско-польских литературных и политических отношений (Вильнюс, 1993)
- Ивинский Д. П. Князь П. А. Вяземский и А. С. Пушкин (М., 1994)
- Ивинский Д. П. Пушкин и Мицкевич: Материалы к истории литературных отношений (М., 1999)
- Ивинский Д. П. Пушкин и Мицкевич: История литературных отношений. М.: Языки славянской культуры, 2003. --- 432 с. --- ISBN 5-94457-141-1
- Ивинский Д. П. О Пушкине. М.: Intrada, 2005. --- 272 c. --- ISBN 5-87604-065-7
- Ивинский Д.П. Ломоносов в русской культуре. — Издательские решения, 2015. — 172 с. — ISBN 978-5-4474-2568-5
- Ивинский Д.П. Пушкин: Материалы к историко-литературной биографии. — Издательские решения, 2016. — 192, [1] с. — ISBN 978-5-4474-7726-4
- Ивинский Д.П. М. М. Херасков и русская литература XVIII — начала XIX веков. — Москва : Р. Валент, 2018. — 215 с. : ил. — ISBN 978-5-93439-5590
- Ивинский Д.П. История русской литературы. Введение. Учебное пособие. М.: Р-Валент, 2019. --- 207 с. --- ISBN 978-5-93439-565-1
- Ивинский Д.П. Пушкин и его время. М.: Р-Валент, 2019. --- 320 с. --- ISBN 978-5-93439-563-7
- Ивинский Д.П. Князь П.А. Вяземский. Материалы к историко-литературной биографии. М.: Р-Валент, 2020. --- 376 с. --- ISBN 978-5-93439-592-7

### Учебные пособия
- А. С. Пушкин. Жизнь и творчество : пособие по спецкурсу. — Москва : МАКС Пресс, 2009. — 253, [2] с. — ISBN 978-5-317-02856-5
- История русской литературы. Введение. — Издательские решения, 2015. — 222, [2] с. — ISBN 978-5-4474-1197-8

### Статьи
- Ивинский Д. П. «Новая текстологическая программа» и «Тень Баркова» Архивная копия от 25 декабря 2013 на Wayback Machine // НЛО, 2003, № 60.
- Греч, Николай Иванович : [арх. 15 июня 2024] / Ивинский Д. П., Ланина С. Г. // Гермафродит — Григорьев. — М. : Большая российская энциклопедия, 2007. — С. 730. — (Большая российская энциклопедия : [в 35 т.] / гл. ред. Ю. С. Осипов ; 2004—2017, т. 7). — ISBN 978-5-85270-337-8.

## Публицистика
- Ивинский Д. П. У власти нет национальных приоритетов для развития системы образования Архивная копия от 24 декабря 2013 на Wayback Machine // Православие и мир, 27.11.2012.